# لويس سيلفا (مبارز بالسيف)
لويس سيلفا هو مبارز بالسيف برتغالي، ولد في 3 مايو 1972 في Tâmega Subregion ‏ في البرتغال.

## وصلات خارجية
- لويس سيلفا على موقع أوليمبيديا (الإنجليزية)